# Cape Girardeau County
Cape Girardeau County is een county in de Amerikaanse staat Missouri.
De county heeft een landoppervlakte van 1.499 km² en telt 68.693 inwoners (volkstelling 2000). De hoofdplaats is Jackson.

## Bevolkingsontwikkeling

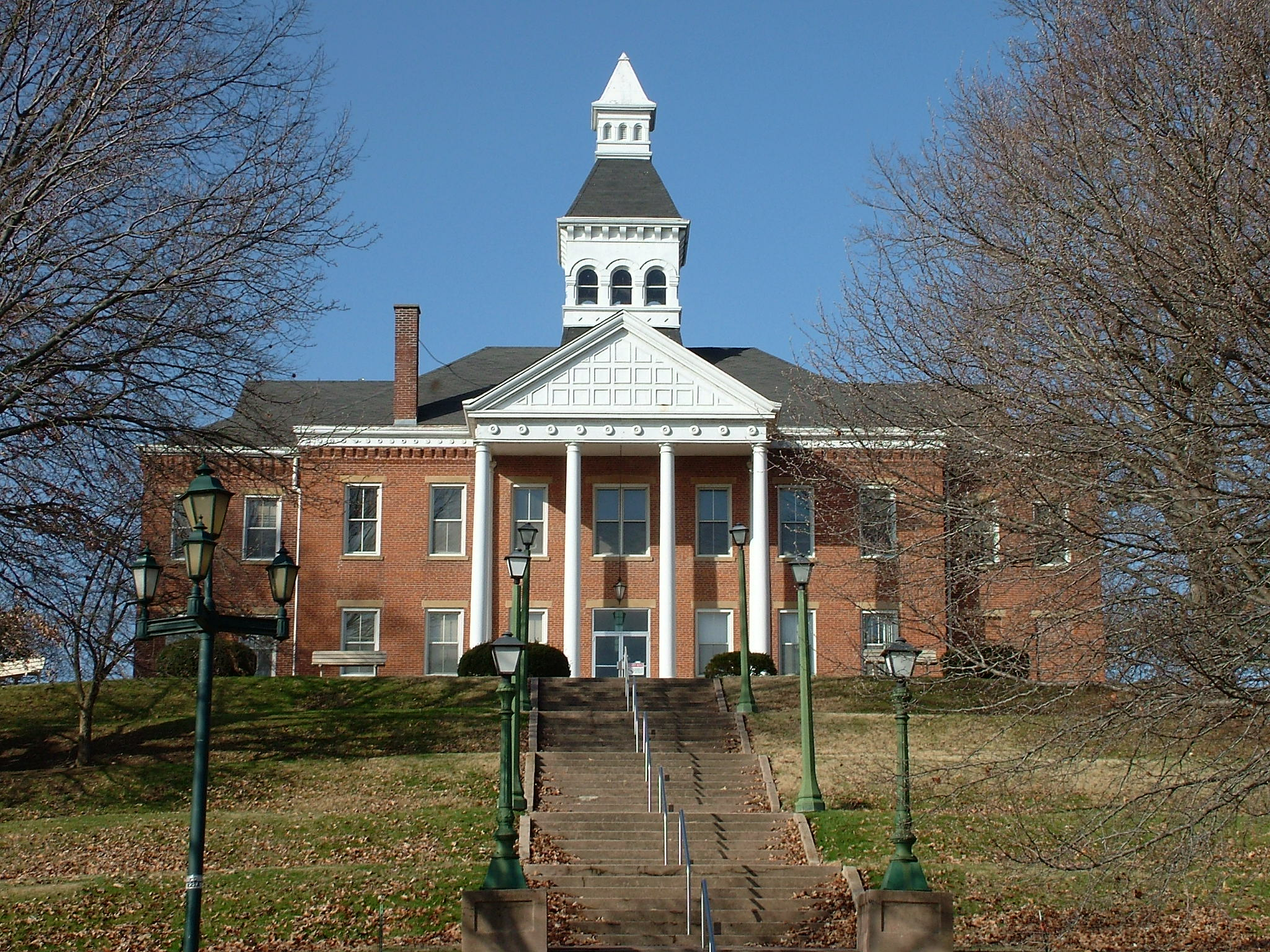
Cape Girardeau County Courthouse